# Laureaci Nagrody Nobla w dziedzinie fizyki

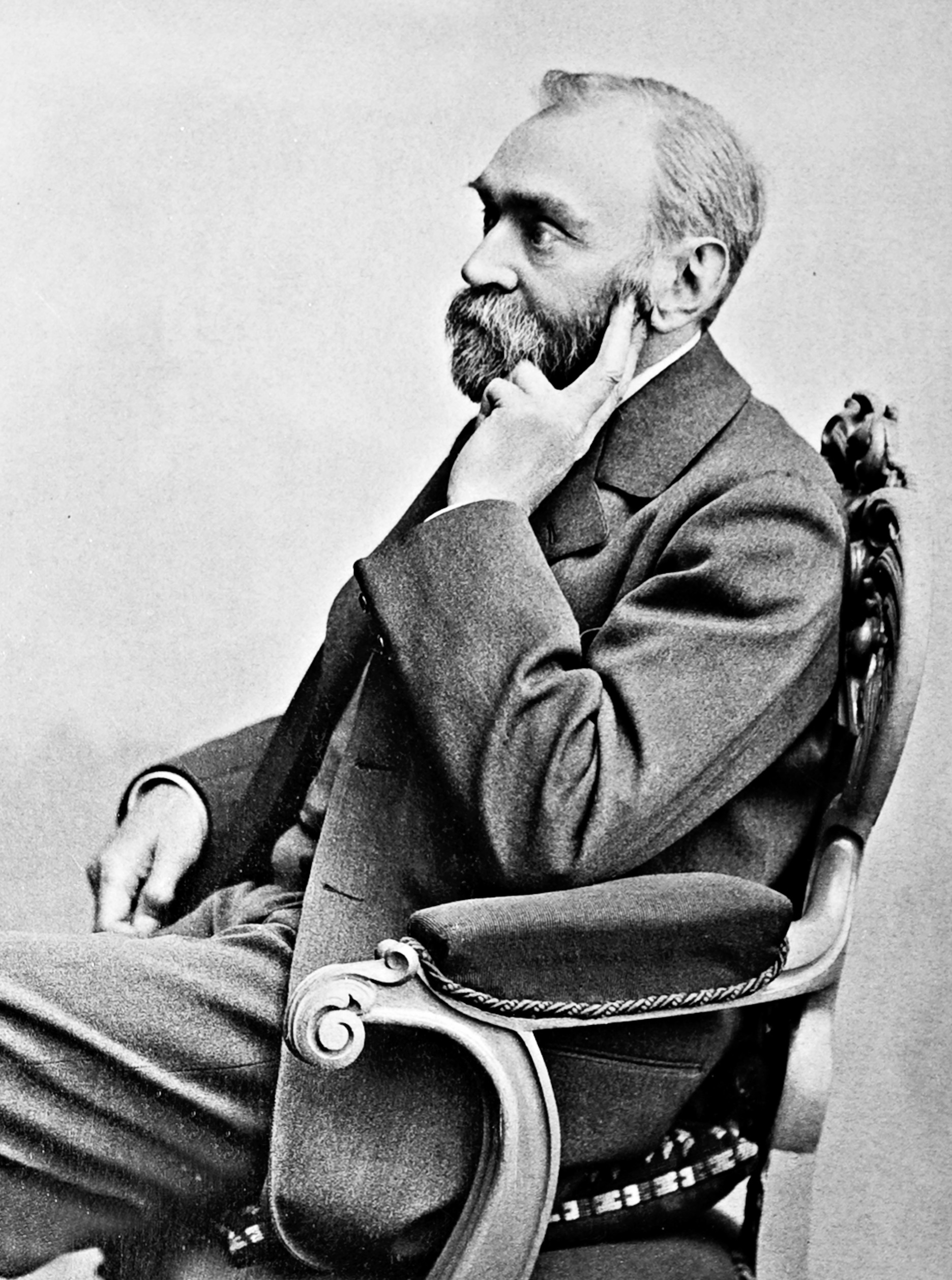
Alfred Nobel

Laureaci Nagrody Nobla w dziedzinie fizyki – osoby, które za swój wkład w rozwój fizyki zostały wyróżnione przez Królewską Szwedzką Akademię Nauk Nagrodą Nobla. Przyznawane od 1901 roku wyróżnienie ufundowane zostało przez szwedzkiego przemysłowca, Alfreda Nobla w jego testamencie. Spadkiem fundatora zarządza Fundacja Nobla, która inwestuje środki w taki sposób, by nagroda mogła być przyznawana corocznie.

## Nominacje i wybór laureatów
Laureatów nagrody wybiera Królewska Szwedzka Akademia Nauk spośród kandydatów rekomendowanych przez działający przy akademii Komitet Noblowski w dziedzinie fizyki. Komitet składa się z sześciu osób, wybieranych spośród członków akademii na trzyletnie kadencje. Celem gremium jest przeprowadzanie procedury zbierania kandydatur oraz ich wstępna selekcja. Nominacje na laureatów nadsyłać mogą jedynie wybrane przez komitet osoby, należące do jednej z poniższych grup:
- członkowie (szwedzcy lub zagraniczni) Królewskiej Szwedzkiej Akademii Nauk;
- dotychczasowi laureaci Nagrody Nobla w dziedzinie fizyki;
- specjalizujący się w fizyce profesorowie i adiunkci, zatrudnieni na uniwersytetach i politechnikach Szwecji, Norwegii, Danii, Finlandii oraz Islandii lub pracownicy naukowi Instytutu Karolinska w Sztokholmie;
- członkowie Komitetu Noblowskiego w dziedzinie fizyki;
- zatrudnieni na równorzędnych stanowiskach na jednym z co najmniej sześciu wybranych przez Akademię uniwersytetów (aby zapobiec faworyzowaniu kandydatów pod względem narodowościowym);
- inni naukowcy uznani przez Akademię za odpowiednich[4].

Wybór przez Akademię osób i placówek opisanych w dwóch ostatnich punktach następuje do końca września każdego roku. Komitet Noblowski we wrześniu roku poprzedzającego wręczenie wyróżnienia rozsyła formularze nominacyjne do około trzech tysięcy spełniających kryteria osób. Termin nadsyłania nazwisk kandydatów upływa 31 stycznia w roku wręczenia nagrody. Wstępnej selekcji zgłoszonych kandydatur dokonuje Komitet Noblowski, wybierając około 250–300 kandydatów, po czym powiadamia ekspertów w danych dziedzinach, którzy będą w stanie ocenić wkład merytoryczny osób nominowanych. Konsultacje takie trwają od marca do maja, następnie Komitet sporządza dla Akademii raport, zawierający opinie ekspertów oraz nazwisko lub nazwiska osób rekomendowanych przez Komitet do wyróżnienia. Dokument ten po podpisaniu przez członków Komitetu jest we wrześniu przedstawiany członkom Akademii. Dyskusja nad raportem odbywa się na dwóch spotkaniach sekcji fizycznej Akademii, po czym na początku października w głosowaniu większościowym wybierany jest laureat. Nazwisko wyróżnionej osoby lub wyróżnionych osób jest podawane do publicznej wiadomości. Wszelkie dokumenty, opinie ekspertów, nazwiska kandydatów oraz osób nominujących pozostają niejawne przez 50 lat.

## Nagroda
Uroczystość wręczenia wyróżnień odbywa się co roku 10 grudnia w rocznicę śmierci fundatora w budynku sztokholmskiej filharmonii (od 1926 roku). Po wręczeniu dyplomów i medali w ratuszu miejskim urządzany jest uroczysty bankiet na około 1300 gości, w tym około 250 studentów. W obu imprezach obok laureatów i ich rodzin biorą udział król i królowa Szwecji oraz inni członkowie rodziny królewskiej, a także przedstawiciele rządu i parlamentu Szwecji.

Medal, który otrzymują laureaci podczas uroczystości wręczenia nagrody, zaprojektowany został przez Erika Lindberga. Przedstawia on personifikację Natury, której zasłonę zdejmuje z twarzy Geniusz Nauki. Na otoku medalu znajduje się łacińska inskrypcja będąca cytatem z VI księgi Eneidy Wergiliusza: 

Inventas vitam iuvat excoluisse per artes.

 Pod postaciami Natury i Geniuszu wygrawerowane są imię i nazwisko laureata oraz napis REG. ACAD. SCIENT. SUEC. (Regia Academia Scientiarum Sueciae) oznaczający Królewską Szwedzką Akademię Nauk. Każdy z laureatów otrzymuje ponadto dyplom, o wyglądzie którego rokrocznie decyduje akademia. Treść dyplomu, kaligrafowana ręcznie po szwedzku, pozostaje niezmieniona.
Poza dyplomem i medalem wyróżnieni Nagrodą Nobla otrzymują kwotę pieniędzy, która nie jest stała (np. w 2018 roku wynosiła 9 mln SEK do podziału między laureatów). Środki na ufundowanie nagrody pochodzą z majątku pozostawionego przez Alfreda Nobla i zgodnie z jego testamentem są inwestowane przez Fundację Nobla.

## Laureaci
W latach 1901–2024 wyróżnionych Nagrodą Nobla w dziedzinie fizyki zostało łącznie 226 osób, w tym pięć kobiet: Maria Skłodowska-Curie (1903), Maria Goeppert-Mayer (1963), Donna Strickland (2018), Andrea Ghez (2020) i Anne L’Huillier (2023). John Bardeen, jako jedyny laureat, uhonorowany został dwukrotnie: w 1956 za udział w wynalezieniu tranzystora, oraz ponownie w 1972 za wkład w rozwój teorii nadprzewodnictwa (tzw. teoria BCS). Najmłodszym laureatem był wyróżniony w 1915 roku wraz z ojcem William Lawrence Bragg za wkład w badanie struktury krystalicznej przy użyciu promieni Röntgena; w chwili ogłoszenia wyróżnienia miał 25 lat. W 2018 w wieku 96 lat Nagrodę Nobla w dziedzinie fizyki otrzymał Arthur Ashkin, stając się tym samym najstarszym laureatem.
Statut Fundacji Nobla przewiduje możliwość wyróżnienia do trzech osób każdego roku, między które dzielona jest nagroda pieniężna. Do 2024 roku Nagroda Nobla w dziedzinie fizyki wręczona została 118 razy, przy czym 47-krotnie laureatem była jedna osoba, 33 razy zostały wyróżnione dwie osoby, zaś sytuacja, gdy wyróżnionych było trzy osoby, miała miejsce 38 razy.
Sześciokrotnie Królewska Szwedzka Akademia Nauk zdecydowała nie przyznawać wyróżnienia na mocy zapisu w statucie Fundacji, który stwierdza, że jeśli w danym roku spośród zaproponowanych kandydatów nie ma osoby, której wkład w rozwój nauki, zdaniem Akademii, zasługiwałby na nagrodę, wówczas środki pieniężne na nagrodę są rezerwowane i mogą zostać przeznaczone na dodatkową nagrodę w kolejnym roku. Jeśli w następnym roku nie został wskazany laureat zaległej nagrody, zarezerwowane na nią środki wracają do dyspozycji Fundacji.

### Lista laureatów
Poniższa tabela zawiera chronologiczny spis osób, odznaczonych Nagrodą Nobla w dziedzinie fizyki, z podaniem uzasadnienia i miejsca pracy w chwili otrzymania wyróżnienia.
| Rok  | Wyróżniony    | Wyróżniony                      | Afiliacja                                                                               | Uzasadnienie |
| ---- | ------------- | ------------------------------- | --------------------------------------------------------------------------------------- | --- |
| 1901 |               | Wilhelm Conrad Röntgen          | Uniwersytet Ludwika i Maksymiliana w Monachium                                          | „W uznaniu zasług, które oddał przez odkrycie promieni nazwanych jego imieniem” |
| 1902 |               | Hendrik Lorentz                 | Uniwersytet w Lejdzie                                                                   | „W uznaniu niezwykłych zasług, jakie oddali przez badania nad wpływem magnetyzmu na zjawisko promieniowania” |
| 1902 |               | Pieter Zeeman                   | Uniwersytet Amsterdamski                                                                | „W uznaniu niezwykłych zasług, jakie oddali przez badania nad wpływem magnetyzmu na zjawisko promieniowania” |
| 1903 |               | Henri Becquerel                 | École polytechnique                                                                     | „W uznaniu niezwykłych zasług, jakie oddał przez odkrycie radioaktywności naturalnej” |
| 1903 |               | Pierre Curie                    | École supérieure de physique et de chimie industrielles de la ville de Paris            | „W uznaniu ich zasług, jakie oddali poprzez wspólne badania nad zjawiskiem promieniotwórczości odkrytym przez profesora Henri Becquerela” |
| 1903 |               | Maria Skłodowska-Curie          | École supérieure de physique et de chimie industrielles de la ville de Paris            | „W uznaniu ich zasług, jakie oddali poprzez wspólne badania nad zjawiskiem promieniotwórczości odkrytym przez profesora Henri Becquerela” |
| 1904 |               | John William Strutt             | Royal Institution of Great Britain                                                      | „Za badania nad gęstością najważniejszych gazów i odkrycie argonu” |
| 1905 |               | Philipp Lenard                  | Uniwersytet Chrystiana Albrechta w Kilonii                                              | „Za jego prace dotyczące promieni katodowych” |
| 1906 |               | Joseph John Thomson             | Uniwersytet w Cambridge                                                                 | „W uznaniu zasług za teoretyczne i eksperymentalne badania nad przewodnictwem elektrycznym gazów” |
| 1907 |               | Albert Michelson                | University of Chicago                                                                   | „Za jego precyzyjne przyrządy optyczne i spektroskopowe i pomiary metrologiczne przeprowadzone przy ich użyciu” |
| 1908 |               | Gabriel Lippmann                | Uniwersytet Paryski                                                                     | „Za jego metodę fotograficznego odtwarzania kolorów opartą na zjawisku interferencji” |
| 1909 |               | Karl Ferdinand Braun            | Uniwersytet w Strasburgu                                                                | „Za ich wkład w rozwój telegrafii bezprzewodowej” |
| 1909 |               | Guglielmo Marconi               | Marconi Company                                                                         | „Za ich wkład w rozwój telegrafii bezprzewodowej” |
| 1910 |               | Johannes Diderik van der Waals  | Uniwersytet Amsterdamski                                                                | „Za swoją pracę nad równaniem stanu gazów i cieczy” |
| 1911 |               | Wilhelm Wien                    | Uniwersytet w Würzburgu                                                                 | „Za swoje odkrycia dotyczące praw rządzących promieniowaniem cieplnym” |
| 1912 |               | Nils Gustaf Dalén               | Gas Accumulator Company                                                                 | „Za wynalezienie automatycznych regulatorów do stosowania w połączeniu z zasobnikami gazu do zasilania światłem latarni morskich i pław świetlnych” |
| 1913 |               | Heike Kamerlingh Onnes          | Uniwersytet w Lejdzie                                                                   | „Za jego badania dotyczące właściwości materii w niskich temperaturach, które doprowadziły, między innymi, do wytworzenia ciekłego helu” |
| 1914 |               | Max von Laue                    | Uniwersytet Johanna Wolfganga Goethego we Frankfurcie nad Menem                         | „Za jego odkrycie dyfrakcji promieni Röntgena na kryształach” |
| 1915 |               | William Henry Bragg             | University College London                                                               | „Za ich zasługi w badaniu struktury krystalicznej przy użyciu promieni Röntgena” |
| 1915 |               | William Lawrence Bragg          | Uniwersytet Wiktorii w Manchesterze                                                     | „Za ich zasługi w badaniu struktury krystalicznej przy użyciu promieni Röntgena” |
| 1916 | nie przyznano | nie przyznano                   | nie przyznano                                                                           | nie przyznano |
| 1917 |               | Charles Glover Barkla           | Uniwersytet Edynburski                                                                  | „Za jego odkrycie charakterystycznego promieniowania rentgenowskiego pierwiastków” |
| 1918 |               | Max Planck                      | Uniwersytet Humboldtów w Berlinie                                                       | „W uznaniu jego zasług, które oddał w rozwoju fizyki przez odkrycie kwantów energii” |
| 1919 |               | Johannes Stark                  | Uniwersytet w Greifswaldzie                                                             | „Za jego odkrycie efektu Dopplera w promieniach kanalikowych i za odkrycie rozszczepienia linii widmowych w polu elektrycznym” |
| 1920 |               | Charles Édouard Guillaume       | Międzynarodowe Biuro Miar i Wag                                                         | „W uznaniu dla jego wkładu, jaki wniósł w pomiary precyzyjne w fizyce przez odkrycie anomalii w stopach niklowo-stalowych” |
| 1921 |               | Albert Einstein                 | Kaiser-Wilhelm-Gesellschaft                                                             | „Za jego zasługi dla fizyki teoretycznej, a szczególnie za odkrycie praw rządzących efektem fotoelektrycznym” |
| 1922 |               | Niels Bohr                      | Uniwersytet Kopenhaski                                                                  | „Za jego zasługi w badaniach nad strukturą atomu oraz emitowanego przez niego promieniowania” |
| 1923 |               | Robert Andrews Millikan         | Kalifornijski Instytut Techniczny                                                       | „Za jego pracę nad elementarnym ładunkiem elektrycznym i efektem fotoelektrycznym” |
| 1924 |               | Manne Siegbahn                  | Uniwersytet w Uppsali                                                                   | „Za jego odkrycia i badania w dziedzinie spektroskopii rentgenowskiej” |
| 1925 |               | James Franck                    | Uniwersytet w Getyndze                                                                  | „Za ich odkrycie praw rządzących zderzeniami elektronu z atomem” |
| 1925 |               | Gustav Ludwig Hertz             | Uniwersytet Marcina Lutra w Halle i Wittenberdze                                        | „Za ich odkrycie praw rządzących zderzeniami elektronu z atomem” |
| 1926 |               | Jean Baptiste Perrin            | Uniwersytet Paryski                                                                     | „Za jego odkrycie nieciągłej struktury materii, a szczególnie za odkrycie równowagi w procesach osadzania” |
| 1927 |               | Arthur Compton                  | University of Chicago                                                                   | „Za odkrycie efektu nazwanego jego imieniem” |
| 1927 |               | Charles Thomson Rees Wilson     | Uniwersytet w Cambridge                                                                 | „Za jego metodę czynienia widzialnymi torów cząstek naładowanych elektrycznie, z wykorzystaniem kondensacji pary” |
| 1928 |               | Owen Willans Richardson         | Uniwersytet Londyński                                                                   | „Za jego prace nad zjawiskiem termoemisji, a w szczególności za odkrycie prawa nazwanego jego imieniem” |
| 1929 |               | Louis de Broglie                | Uniwersytet Paryski                                                                     | „Za jego odkrycie falowej natury elektronów” |
| 1930 |               | Chandrasekhara Venkata Raman    | Uniwersytet w Kalkucie                                                                  | „Za jego prace dotyczące rozpraszania światła i za odkrycie efektu nazwanego jego imieniem” |
| 1931 | nie przyznano | nie przyznano                   | nie przyznano                                                                           | nie przyznano |
| 1932 |               | Werner Heisenberg               | Uniwersytet Lipski                                                                      | „Za stworzenie mechaniki kwantowej, zastosowanie której doprowadziło, między innymi, do odkrycia alotropowych form wodoru” |
| 1933 |               | Erwin Schrödinger               | Uniwersytet Humboldtów w Berlinie                                                       | „Za odkrycie nowych, produktywnych aspektów teorii atomów” |
| 1933 |               | Paul Dirac                      | Uniwersytet w Cambridge                                                                 | „Za odkrycie nowych, produktywnych aspektów teorii atomów” |
| 1934 | nie przyznano | nie przyznano                   | nie przyznano                                                                           | nie przyznano |
| 1935 |               | James Chadwick                  | Uniwersytet Liverpoolski                                                                | „Za odkrycie neutronu” |
| 1936 |               | Victor Franz Hess               | Leopold-Franzens-Universität Innsbruck                                                  | „Za odkrycie promieniowania kosmicznego” |
| 1936 |               | Carl David Anderson             | Kalifornijski Instytut Techniczny                                                       | „Za odkrycie pozytonu” |
| 1937 |               | Clinton Joseph Davisson         | Bell Labs                                                                               | „Za eksperymentalne odkrycie dyfrakcji elektronów na kryształach” |
| 1937 |               | George Thomson                  | Uniwersytet Londyński                                                                   | „Za eksperymentalne odkrycie dyfrakcji elektronów na kryształach” |
| 1938 |               | Enrico Fermi                    | Uniwersytet Rzymski „La Sapienza”                                                       | „Za pokazanie istnienia nowych pierwiastków promieniotwórczych wytworzonych przez napromieniowanie neutronami i za odkrycie reakcji jądrowych wywołanych przez powolne neutrony”                                                                                                  |
| 1939 |               | Ernest Lawrence                 | Uniwersytet Kalifornijski w Berkeley                                                    | „Za wynalezienie i udoskonalenie cyklotronu i wyniki otrzymane przy jego użyciu, w szczególności odnoszące się do pierwiastków sztucznie promieniotwórczych” |
| 1940 | nie przyznano | nie przyznano                   | nie przyznano                                                                           | nie przyznano |
| 1941 | nie przyznano | nie przyznano                   | nie przyznano                                                                           | nie przyznano |
| 1942 | nie przyznano | nie przyznano                   | nie przyznano                                                                           | nie przyznano |
| 1943 |               | Otto Stern                      | Carnegie Institute of Technology                                                        | „Za jego wkład w rozwój metody promieni molekularnych i za jego odkrycie momentu magnetycznego protonu” |
| 1944 |               | Isidor Isaac Rabi               | Uniwersytet Columbia                                                                    | „Za jego metodę rezonansową obserwacji własności magnetycznych jąder atomowych” |
| 1945 |               | Wolfgang Pauli                  | Uniwersytet Princeton                                                                   | „Za odkrycie zasady wykluczenia nazywanej również zasadą Pauliego” |
| 1946 |               | Percy Williams Bridgman         | Harvard University                                                                      | „Za wynalezienie aparatury do wytwarzania skrajnie wysokich ciśnień i za odkrycia, których dokonał przy jej użyciu w dziedzinie fizyki wysokich ciśnień” |
| 1947 |               | Edward Victor Appleton          | Department of Scientific and Industrial Research                                        | „Za jego badania nad fizyką wyższych warstw atmosfery, w szczególności za odkrycie tak zwanej warstwy Appletona” |
| 1948 |               | Patrick Maynard Stuart Blackett | Uniwersytet Wiktorii w Manchesterze                                                     | „Za rozwinięcie metody komory Wilsona i za odkrycia, przy jej użyciu, w dziedzinach fizyki jądrowej i promieniowania kosmicznego” |
| 1949 |               | Hideki Yukawa                   | Uniwersytet Cesarski w Kioto                                                            | „Za przewidzenie istnienia mezonów na podstawie teoretycznej pracy dotyczącej sił jądrowych” |
| 1950 |               | Cecil Frank Powell              | Uniwersytet Bristolski                                                                  | „Za rozwinięcie metody fotograficznej badania procesów jądrowych i za odkrycia związane z mezonami, dokonane przy zastosowaniu tej metody” |
| 1951 |               | John Douglas Cockcroft          | Instytut Badań Energii Jądrowej                                                         | „Za ich pionierskie prace związane z przekształceniem jąder atomowych za pomocą sztucznie przyspieszanych cząstek” |
| 1951 |               | Ernest Walton                   | Kolegium Trójcy Świętej w Dublinie                                                      | „Za ich pionierskie prace związane z przekształceniem jąder atomowych za pomocą sztucznie przyspieszanych cząstek” |
| 1952 |               | Felix Bloch                     | Uniwersytet Stanforda                                                                   | „Za rozwinięcie nowych metod pomiarów precyzyjnych magnetyzmu jądrowego i odkrycia dzięki nim dokonane” |
| 1952 |               | Edward Mills Purcell            | Uniwersytet Harvarda                                                                    | „Za rozwinięcie nowych metod pomiarów precyzyjnych magnetyzmu jądrowego i odkrycia dzięki nim dokonane” |
| 1953 |               | Frits Zernike                   | Uniwersytet w Groningen                                                                 | „Za przedstawienie metody kontrastu fazowego, a szczególnie za wynalezienie mikroskopu fazowo-kontrastowego” |
| 1954 |               | Max Born                        | Uniwersytet Edynburski                                                                  | „Za fundamentalne badania w dziedzinie mechaniki kwantowej, a w szczególności za jego statystyczną interpretację funkcji falowej” |
| 1954 |               | Walther Bothe                   | Uniwersytet w Heidelbergu                                                               | „Za metodę koincydencji i odkrycia dokonane tą metodą” |
| 1955 |               | Willis Eugene Lamb              | Uniwersytet Stanforda                                                                   | „Za odkrycia związane ze strukturą subtelną widma wodoru” |
| 1955 |               | Polykarp Kusch                  | Uniwersytet Columbia                                                                    | „Za precyzyjne wyznaczenie momentu magnetycznego elektronu” |
| 1956 |               | John Bardeen                    | Uniwersytet Illinois w Urbanie i Champaign                                              | „Za ich badania nad półprzewodnikami i wynalezienie tranzystora” |
| 1956 |               | Walter Houser Brattain          | Bell Labs                                                                               | „Za ich badania nad półprzewodnikami i wynalezienie tranzystora” |
| 1956 |               | William Shockley                | Beckman Coulter                                                                         | „Za ich badania nad półprzewodnikami i wynalezienie tranzystora” |
| 1957 |               | Chen Ning Yang                  | Institute for Advanced Study                                                            | „Za wnikliwe zbadanie tak zwanego prawa zachowania parzystości, co doprowadziło do ważnych odkryć związanych z cząstkami elementarnymi” |
| 1957 |               | Tsung-Dao Lee                   | Uniwersytet Columbia                                                                    | „Za wnikliwe zbadanie tak zwanego prawa zachowania parzystości, co doprowadziło do ważnych odkryć związanych z cząstkami elementarnymi” |
| 1958 |               | Pawieł Czerenkow                | Instytut Fizyczny im. P.N. Lebiediewa Akademii Nauk ZSRR                                | „Za odkrycie i interpretację efektu Czerenkowa” |
| 1958 |               | Ilja Frank                      | Uniwersytet Moskiewski                                                                  | „Za odkrycie i interpretację efektu Czerenkowa” |
| 1958 |               | Igor Tamm                       | Uniwersytet Moskiewski                                                                  | „Za odkrycie i interpretację efektu Czerenkowa” |
| 1959 |               | Emilio Segrè                    | Uniwersytet Kalifornijski w Berkeley                                                    | „Za odkrycie antyprotonu” |
| 1959 |               | Owen Chamberlain                | Uniwersytet Kalifornijski w Berkeley                                                    | „Za odkrycie antyprotonu” |
| 1960 |               | Donald Arthur Glaser            | Uniwersytet Kalifornijski w Berkeley                                                    | „Za wynalezienie komory pęcherzykowej” |
| 1961 |               | Robert Hofstadter               | Uniwersytet Stanforda                                                                   | „Za jego pionierskie badania rozpraszania elektronu w jądrach atomowych i dokonane na tej drodze odkrycia związane ze strukturą nukleonów” |
| 1961 |               | Rudolf Mößbauer                 | Uniwersytet Techniczny w Monachium, Kalifornijski Instytut Techniczny                   | „Za jego badania rezonansowej absorpcji promieniowania gamma i odkrycie w związku z tym efektu, który nosi jego imię” |
| 1962 |               | Lew Landau                      | Akademia Nauk ZSRR                                                                      | „Za jego pionierskie teorie dotyczące skondensowanej materii, a w szczególności ciekłego helu” |
| 1963 |               | Eugene Wigner                   | Uniwersytet Princeton                                                                   | „Za wkład w teorię jądra atomowego i cząstek elementarnych, a szczególnie za odkrycie i zastosowanie w tych teoriach podstawowych zasad symetrii” |
| 1963 |               | Maria Goeppert-Mayer            | Uniwersytet Kalifornijski                                                               | „Za odkrycia związane z powłokowym modelem jąder atomowych” |
| 1963 |               | J. Hans D. Jensen               | Uniwersytet w Heidelbergu                                                               | „Za odkrycia związane z powłokowym modelem jąder atomowych” |
| 1964 |               | Charles Townes                  | Instytut Techniczny Massachusetts                                                       | „Za fundamentalne prace w dziedzinie elektroniki kwantowej, które doprowadziły do skonstruowania oscylatorów i wzmacniaczy bazujących na zasadzie działania masera i lasera” |
| 1964 |               | Nikołaj Basow                   | Instytut Fizyczny im. P.N. Lebiediewa Akademii Nauk ZSRR                                | „Za fundamentalne prace w dziedzinie elektroniki kwantowej, które doprowadziły do skonstruowania oscylatorów i wzmacniaczy bazujących na zasadzie działania masera i lasera” |
| 1964 |               | Aleksandr Prochorow             | Instytut Fizyczny im. P.N. Lebiediewa Akademii Nauk ZSRR                                | „Za fundamentalne prace w dziedzinie elektroniki kwantowej, które doprowadziły do skonstruowania oscylatorów i wzmacniaczy bazujących na zasadzie działania masera i lasera” |
| 1965 |               | Shin’ichirō Tomonaga            | Uniwersytet w Tsukubie                                                                  | „Za ich fundamentalne prace z dziedziny elektrodynamiki kwantowej, które wywarły duży wpływ na fizykę cząstek elementarnych” |
| 1965 |               | Julian Schwinger                | Uniwersytet Harvarda                                                                    | „Za ich fundamentalne prace z dziedziny elektrodynamiki kwantowej, które wywarły duży wpływ na fizykę cząstek elementarnych” |
| 1965 |               | Richard Feynman                 | Kalifornijski Instytut Techniczny                                                       | „Za ich fundamentalne prace z dziedziny elektrodynamiki kwantowej, które wywarły duży wpływ na fizykę cząstek elementarnych” |
| 1966 |               | Alfred Kastler                  | École normale supérieure w Paryżu                                                       | „Za odkrycie i rozwój optycznych metod badania rezonansu Hertza w atomach” |
| 1967 |               | Hans Bethe                      | Uniwersytet Cornella                                                                    | „Za jego wkład do teorii reakcji jądrowych, a w szczególności za odkrycia związane z wytwarzaniem energii w gwiazdach” |
| 1968 |               | Luis Walter Alvarez             | Uniwersytet Kalifornijski w Berkeley                                                    | „Za decydujący wkład w fizykę cząstek elementarnych, w szczególności za odkrycie wielkiej liczby stanów rezonansowych, co było możliwe dzięki rozwinięciu techniki korzystania z pęcherzykowej komory wodorowej i analizy danych”                                                 |
| 1969 |               | Murray Gell-Mann                | Kalifornijski Instytut Techniczny                                                       | „Za jego wkład i odkrycia związane z fizyką cząstek elementarnych i ich oddziaływań” |
| 1970 |               | Hannes Alfvén                   | Politechnika Królewska                                                                  | „Za fundamentalne prace i odkrycia w dziedzinie magnetohydrodynamiki i ich owocne zastosowania do różnych działów fizyki plazmy” |
| 1970 |               | Louis Néel                      | Centre national de la recherche scientifique                                            | „Za fundamentalne prace i odkrycia związane z antyferromagnetyzmem i ferrimagnetyzmem, które doprowadziły do ważnych zastosowań w fizyce ciała stałego” |
| 1971 |               | Dennis Gabor                    | Imperial College London                                                                 | „Za wynalezienie i rozwój metody holograficznej” |
| 1972 |               | John Bardeen                    | Uniwersytet Illinois w Urbanie i Champaign                                              | „Za ich wspólne opracowanie teorii nadprzewodnictwa zwanej zwykle teorią BCS” |
| 1972 |               | Leon Cooper                     | Uniwersytet Browna                                                                      | „Za ich wspólne opracowanie teorii nadprzewodnictwa zwanej zwykle teorią BCS” |
| 1972 |               | John Robert Schrieffer          | Uniwersytet Pensylwanii                                                                 | „Za ich wspólne opracowanie teorii nadprzewodnictwa zwanej zwykle teorią BCS” |
| 1973 |               | Leo Esaki                       | Thomas J. Watson Research Center                                                        | „Za ich empiryczne odkrycie zjawiska tunelowania w półprzewodnikach i nadprzewodnikach” |
| 1973 |               | Ivar Giaever                    | General Electric                                                                        | „Za ich empiryczne odkrycie zjawiska tunelowania w półprzewodnikach i nadprzewodnikach” |
| 1973 |               | Brian David Josephson           | Uniwersytet w Cambridge                                                                 | „Za teoretyczne przewidzenie własności prądu nadprzewodnictwa płynącego przez barierę tunelową, w szczególności tych zjawisk, które są znane jako efekty Josephsona” |
| 1974 |               | Martin Ryle                     | Uniwersytet w Cambridge                                                                 | „Za ich pionierskie badania w dziedzinie radioastrofizyki: Ryle za jego obserwacje i wynalazki, w szczególności techniki syntezy aparatury, Hewish za jego decydującą rolę w odkryciu pulsarów”                                                                                   |
| 1974 |               | Antony Hewish                   | Uniwersytet w Cambridge                                                                 | „Za ich pionierskie badania w dziedzinie radioastrofizyki: Ryle za jego obserwacje i wynalazki, w szczególności techniki syntezy aparatury, Hewish za jego decydującą rolę w odkryciu pulsarów”                                                                                   |
| 1975 |               | Aage Niels Bohr                 | Instytut Nielsa Bohra                                                                   | „Za odkrycie związku pomiędzy ruchem kolektywnym i ruchem jednocząstkowym w jądrze atomowym i rozwinięcie teorii budowy jąder atomowych oparte na tym związku” |
| 1975 |               | Benjamin Mottelson              | Nordic Institute for Theoretical Physics                                                | „Za odkrycie związku pomiędzy ruchem kolektywnym i ruchem jednocząstkowym w jądrze atomowym i rozwinięcie teorii budowy jąder atomowych oparte na tym związku” |
| 1975 |               | James Rainwater                 | Uniwersytet Columbia                                                                    | „Za odkrycie związku pomiędzy ruchem kolektywnym i ruchem jednocząstkowym w jądrze atomowym i rozwinięcie teorii budowy jąder atomowych oparte na tym związku” |
| 1976 |               | Burton Richter                  | Stanford Linear Accelerator Center                                                      | „Za ich odkrycie ważnej, podstawowej cząstki elementarnej” |
| 1976 |               | Samuel Ting                     | Instytut Techniczny Massachusetts                                                       | „Za ich odkrycie ważnej, podstawowej cząstki elementarnej” |
| 1977 |               | Philip Warren Anderson          | Bell Labs                                                                               | „Za fundamentalne badania teoretyczne struktury elektronowej układów magnetycznych i nieuporządkowanych” |
| 1977 |               | Nevill Francis Mott             | Uniwersytet w Cambridge                                                                 | „Za fundamentalne badania teoretyczne struktury elektronowej układów magnetycznych i nieuporządkowanych” |
| 1977 |               | John Hasbrouck van Vleck        | Uniwersytet Harvarda                                                                    | „Za fundamentalne badania teoretyczne struktury elektronowej układów magnetycznych i nieuporządkowanych” |
| 1978 |               | Piotr Kapica                    | Instytut Problemów Fizycznych Akademii Nauk ZSRR                                        | „Za podstawowe badania i odkrycia w dziedzinie fizyki niskich temperatur” |
| 1978 |               | Arno Penzias                    | Bell Labs                                                                               | „Za odkrycie kosmicznego mikrofalowego promieniowania tła” |
| 1978 |               | Robert Woodrow Wilson           | Bell Labs                                                                               | „Za odkrycie kosmicznego mikrofalowego promieniowania tła” |
| 1979 |               | Sheldon Lee Glashow             | Uniwersytet Harvarda                                                                    | „Za prace nad jednolitą teorią wzajemnego słabego i elektromagnetycznego oddziaływania cząstek elementarnych” |
| 1979 |               | Abdus Salam                     | International Centre for Theoretical Physics                                            | „Za prace nad jednolitą teorią wzajemnego słabego i elektromagnetycznego oddziaływania cząstek elementarnych” |
| 1979 |               | Steven Weinberg                 | Uniwersytet Harvarda                                                                    | „Za prace nad jednolitą teorią wzajemnego słabego i elektromagnetycznego oddziaływania cząstek elementarnych” |
| 1980 |               | James Cronin                    | University of Chicago                                                                   | „Za odkrycie naruszania jednej z fundamentalnych zasad symetrii w rozpadach neutralnych mezonów K” |
| 1980 |               | Val Fitch                       | Uniwersytet Princeton                                                                   | „Za odkrycie naruszania jednej z fundamentalnych zasad symetrii w rozpadach neutralnych mezonów K” |
| 1981 |               | Nicolaas Bloembergen            | Uniwersytet Harvarda                                                                    | „Za ich wkład w rozwój spektroskopii laserowej” |
| 1981 |               | Arthur Leonard Schawlow         | Uniwersytet Stanforda                                                                   | „Za ich wkład w rozwój spektroskopii laserowej” |
| 1981 |               | Kai M. Siegbahn                 | Uniwersytet w Uppsali                                                                   | „Za jego wkład w rozwój spektroskopii elektronowej wysokiej rozdzielczości” |
| 1982 |               | Kenneth G. Wilson               | Uniwersytet Cornella                                                                    | „Za jego teorię zjawisk krytycznych w przejściach fazowych” |
| 1983 |               | Subrahmanyan Chandrasekhar      | University of Chicago                                                                   | „Za jego badania teoretyczne procesów fizycznych istotnych dla struktury i ewolucji gwiazd” |
| 1983 |               | William Fowler                  | Kalifornijski Instytut Techniczny                                                       | „Za jego badania teoretyczne i doświadczalne reakcji jądrowych ważnych dla powstania pierwiastków we Wszechświecie” |
| 1984 |               | Carlo Rubbia                    | CERN                                                                                    | „Za decydujący wkład do wielkiego projektu prowadzącego do odkrycia cząstek W i Z” |
| 1984 |               | Simon van der Meer              | CERN                                                                                    | „Za decydujący wkład do wielkiego projektu prowadzącego do odkrycia cząstek W i Z” |
| 1985 |               | Klaus von Klitzing              | Instytut Maxa Plancka                                                                   | „Za odkrycie kwantowego efektu Halla” |
| 1986 |               | Ernst Ruska                     | Towarzystwo Maxa Plancka                                                                | „Za jego podstawowe prace z optyki elektronowej i projekt pierwszego mikroskopu elektronowego” |
| 1986 |               | Gerd Binnig                     | IBM Zurich Research Laboratory                                                          | „Za ich projekt skaningowego mikroskopu tunelowego” |
| 1986 |               | Heinrich Rohrer                 | IBM Zurich Research Laboratory                                                          | „Za ich projekt skaningowego mikroskopu tunelowego” |
| 1987 |               | Johannes Georg Bednorz          | IBM Zurich Research Laboratory                                                          | „Za postęp w odkryciu nadprzewodnictwa materiałów ceramicznych” |
| 1987 |               | Karl Alexander Müller           | IBM Zurich Research Laboratory                                                          | „Za postęp w odkryciu nadprzewodnictwa materiałów ceramicznych” |
| 1988 |               | Leon Lederman                   | Fermilab                                                                                | „Za metodę wiązki neutrinowej i przedstawienie dubletowej struktury leptonów poprzez odkrycie neutrina mionowego” |
| 1988 |               | Melvin Schwartz                 | Digital Pathways                                                                        | „Za metodę wiązki neutrinowej i przedstawienie dubletowej struktury leptonów poprzez odkrycie neutrina mionowego” |
| 1988 |               | Jack Steinberger                | CERN                                                                                    | „Za metodę wiązki neutrinowej i przedstawienie dubletowej struktury leptonów poprzez odkrycie neutrina mionowego” |
| 1989 |               | Norman F. Ramsey                | Uniwersytet Harvarda                                                                    | „Za wynalezienie metody oscylacyjnych pól i ich użycie w maserach wodorowych i zegarach atomowych” |
| 1989 |               | Hans Georg Dehmelt              | University of Washington                                                                | „Za rozwój techniki pułapek jonowych” |
| 1989 |               | Wolfgang Paul                   | Uniwersytet Fryderyka Wilhelma w Bonn                                                   | „Za rozwój techniki pułapek jonowych” |
| 1990 |               | Jerome I. Friedman              | Instytut Techniczny Massachusetts                                                       | „Za pionierskie badania dotyczące głęboko nieelastycznego rozpraszania elektronów na protonach i związanych neutronach, co miało istotny wpływ na rozwój modelu kwarkowego w fizyce cząstek”                                                                                      |
| 1990 |               | Henry Kendall                   | Instytut Techniczny Massachusetts                                                       | „Za pionierskie badania dotyczące głęboko nieelastycznego rozpraszania elektronów na protonach i związanych neutronach, co miało istotny wpływ na rozwój modelu kwarkowego w fizyce cząstek”                                                                                      |
| 1990 |               | Richard E. Taylor               | Uniwersytet Stanforda                                                                   | „Za pionierskie badania dotyczące głęboko nieelastycznego rozpraszania elektronów na protonach i związanych neutronach, co miało istotny wpływ na rozwój modelu kwarkowego w fizyce cząstek”                                                                                      |
| 1991 |               | Pierre-Gilles de Gennes         | Collège de France                                                                       | „Za odkrycie, że metody rozwinięte przy badaniu zjawisk uporządkowania w prostych układach mogą być uogólnione do bardziej złożonych form materii, na przykład ciekłych kryształów i polimerów”                                                                                   |
| 1992 |               | Georges Charpak                 | École supérieure de physique et de chimie industrielles de la ville de Paris            | „Za wynalezienie i rozwój detektorów cząstek, a zwłaszcza wielodrutowej komory proporcjonalnej” |
| 1993 |               | Russell Alan Hulse              | Uniwersytet Princeton                                                                   | „Za odkrycie nowego typu pulsarów, które otworzyło nowe możliwości badania grawitacji” |
| 1993 |               | Joseph H. Taylor Jr.            | Uniwersytet Princeton                                                                   | „Za odkrycie nowego typu pulsarów, które otworzyło nowe możliwości badania grawitacji” |
| 1994 |               | Bertram Brockhouse              | Uniwersytet McMastera                                                                   | „Za rozwinięcie spektroskopii neutronowej” |
| 1994 |               | Clifford Shull                  | Instytut Techniczny Massachusetts                                                       | „Za rozwinięcie techniki dyfrakcji neutronowej” |
| 1995 |               | Martin Perl                     | Uniwersytet Stanforda                                                                   | „Za odkrycie leptonu tau” |
| 1995 |               | Frederick Reines                | Uniwersytet Kalifornijski w Irvine                                                      | „Za detekcję neutrina” |
| 1996 |               | David M. Lee                    | Uniwersytet Cornella                                                                    | „Za odkrycie nadciekłości w izotopie helu-3” |
| 1996 |               | Douglas D. Osheroff             | Uniwersytet Stanforda                                                                   | „Za odkrycie nadciekłości w izotopie helu-3” |
| 1996 |               | Robert C. Richardson            | Uniwersytet Cornella                                                                    | „Za odkrycie nadciekłości w izotopie helu-3” |
| 1997 |               | Steven Chu                      | Uniwersytet Stanforda                                                                   | „Za rozwój metod chłodzenia i pułapkowania atomów laserem” |
| 1997 |               | Claude Cohen-Tannoudji          | Collège de France                                                                       | „Za rozwój metod chłodzenia i pułapkowania atomów laserem” |
| 1997 |               | William D. Phillips             | National Institute of Standards and Technology                                          | „Za rozwój metod chłodzenia i pułapkowania atomów laserem” |
| 1998 |               | Robert B. Laughlin              | Uniwersytet Stanforda                                                                   | „Za odkrycie cieczy kwantowej ze wzbudzeniami o ładunku ułamkowym” |
| 1998 |               | Horst Störmer                   | Uniwersytet Columbia                                                                    | „Za odkrycie cieczy kwantowej ze wzbudzeniami o ładunku ułamkowym” |
| 1998 |               | Daniel C. Tsui                  | Uniwersytet Princeton                                                                   | „Za odkrycie cieczy kwantowej ze wzbudzeniami o ładunku ułamkowym” |
| 1999 |               | Gerardus ’t Hooft               | Uniwersytet w Utrechcie                                                                 | „Za wyjaśnienie kwantowej struktury oddziaływań elektrosłabych” |
| 1999 |               | Martinus J.G. Veltman           | Uniwersytet Michigan                                                                    | „Za wyjaśnienie kwantowej struktury oddziaływań elektrosłabych” |
| 2000 |               | Żores Ałfiorow                  | Instytut Fizyko-Techniczny imienia A.F. Ioffego                                         | „Za osiągnięcia w dziedzinie półprzewodników heterostrukturalnych” |
| 2000 |               | Herbert Kroemer                 | Uniwersytet Kalifornijski w Santa Barbara                                               | „Za osiągnięcia w dziedzinie półprzewodników heterostrukturalnych” |
| 2000 |               | Jack Kilby                      | Texas Instruments                                                                       | „Za jego wkład w wynalezienie układu scalonego” |
| 2001 |               | Eric Cornell                    | Uniwersytet Kolorado                                                                    | „Za uzyskanie nowego stanu materii, tzw. kondensatu Bosego-Einsteina, oraz za przeprowadzenie doświadczeń nad zbadaniem jego właściwości” |
| 2001 |               | Carl Wieman                     | Uniwersytet Kolorado                                                                    | „Za uzyskanie nowego stanu materii, tzw. kondensatu Bosego-Einsteina, oraz za przeprowadzenie doświadczeń nad zbadaniem jego właściwości” |
| 2001 |               | Wolfgang Ketterle               | Instytut Techniczny Massachusetts                                                       | „Za uzyskanie nowego stanu materii, tzw. kondensatu Bosego-Einsteina, oraz za przeprowadzenie doświadczeń nad zbadaniem jego właściwości” |
| 2002 |               | Raymond Davis                   | Uniwersytet Pensylwanii                                                                 | „Za wkład w rozwój astrofizyki, w szczególności za detekcję neutrin kosmicznych” |
| 2002 |               | Masatoshi Koshiba               | Uniwersytet Tokijski                                                                    | „Za wkład w rozwój astrofizyki, w szczególności za detekcję neutrin kosmicznych” |
| 2002 |               | Riccardo Giacconi               | Associated Universities, Inc                                                            | „Za wkład w rozwój astrofizyki, który doprowadził do odkrycia kosmicznego źródła promieniowania rentgenowskiego” |
| 2003 |               | Aleksiej Abrikosow              | Argonne National Laboratory                                                             | „Za pionierski wkład w rozwój teorii nadprzewodnictwa i nadciekłości” |
| 2003 |               | Witalij Ginzburg                | Instytut Fizyczny im. P.N. Lebiediewa Rosyjskiej Akademii Nauk                          | „Za pionierski wkład w rozwój teorii nadprzewodnictwa i nadciekłości” |
| 2003 |               | Anthony James Leggett           | Uniwersytet Illinois w Urbanie i Champaign                                              | „Za pionierski wkład w rozwój teorii nadprzewodnictwa i nadciekłości” |
| 2004 |               | David Gross                     | University of California, Santa Barbara                                                 | „Za opracowanie teorii asymptotycznej swobody w silnych oddziaływaniach między cząstkami elementarnymi” |
| 2004 |               | H. David Politzer               | Kalifornijski Instytut Techniczny                                                       | „Za opracowanie teorii asymptotycznej swobody w silnych oddziaływaniach między cząstkami elementarnymi” |
| 2004 |               | Frank Wilczek                   | Instytut Techniczny Massachusetts                                                       | „Za opracowanie teorii asymptotycznej swobody w silnych oddziaływaniach między cząstkami elementarnymi” |
| 2005 |               | Roy Glauber                     | Uniwersytet Harvarda                                                                    | „Za jego wkład w kwantową teorię koherencji optycznej” |
| 2005 |               | John L. Hall                    | Uniwersytet Kolorado                                                                    | „Za wkład w rozwój precyzyjnej spektroskopii laserowej” |
| 2005 |               | Theodor Hänsch                  | Towarzystwo Maxa Plancka                                                                | „Za wkład w rozwój precyzyjnej spektroskopii laserowej” |
| 2006 |               | John C. Mather                  | Centrum Lotów Kosmicznych imienia Roberta H. Goddarda                                   | „Za odkrycie, że kosmiczne mikrofalowe promieniowanie tła ma postać promieniowania ciała doskonale czarnego i za odkrycie anizotropii tego promieniowania” |
| 2006 |               | George F. Smoot                 | Uniwersytet Kalifornijski w Berkeley                                                    | „Za odkrycie, że kosmiczne mikrofalowe promieniowanie tła ma postać promieniowania ciała doskonale czarnego i za odkrycie anizotropii tego promieniowania” |
| 2007 |               | Albert Fert                     | Université Paris-Sud                                                                    | „Za odkrycie gigantycznego magnetooporu” |
| 2007 |               | Peter Grünberg                  | Forschungszentrum Jülich                                                                | „Za odkrycie gigantycznego magnetooporu” |
| 2008 |               | Yoichiro Nambu                  | University of Chicago                                                                   | „Za odkrycie mechanizmu spontanicznego złamania symetrii w fizyce subatomowej” |
| 2008 |               | Makoto Kobayashi                | Laboratorium Wysokich Energii                                                           | „Za odkrycie podstaw złamania symetrii co umożliwiło przewidzenie istnienia co najmniej trzech rodzin kwarków” |
| 2008 |               | Toshihide Masukawa              | Uniwersytet Kiotyjski                                                                   | „Za odkrycie podstaw złamania symetrii co umożliwiło przewidzenie istnienia co najmniej trzech rodzin kwarków” |
| 2009 |               | Charles K. Kao                  | Standard Telephones and Cables                                                          | „Za odkrycie sposobu transmisji światła poprzez włókna optyczne” |
| 2009 |               | Willard S. Boyle                | Bell Labs                                                                               | „Za opracowanie półprzewodnikowego obwodu obrazującego – sensora CCD” |
| 2009 |               | George E. Smith                 | Bell Labs                                                                               | „Za opracowanie półprzewodnikowego obwodu obrazującego – sensora CCD” |
| 2010 |               | Andriej Gejm                    | Uniwersytet Manchesterski                                                               | „Za przełomowe badania nad grafenem” |
| 2010 |               | Konstantin Nowosiołow           | Uniwersytet Manchesterski                                                               | „Za przełomowe badania nad grafenem” |
| 2011 |               | Saul Perlmutter                 | Uniwersytet Kalifornijski w Berkeley                                                    | „Za odkrycie przyspieszającej ekspansji Wszechświata poprzez obserwacje odległych supernowych” |
| 2011 |               | Adam Riess                      | Johns Hopkins University                                                                | „Za odkrycie przyspieszającej ekspansji Wszechświata poprzez obserwacje odległych supernowych” |
| 2011 |               | Brian Schmidt                   | Australijski Uniwersytet Narodowy                                                       | „Za odkrycie przyspieszającej ekspansji Wszechświata poprzez obserwacje odległych supernowych” |
| 2012 |               | Serge Haroche                   | Collège de France                                                                       | „Za przełomowe eksperymentalne metody, które umożliwiają pomiar i manipulację pojedynczych układów kwantowych” |
| 2012 |               | David Wineland                  | Uniwersytet Kolorado                                                                    | „Za przełomowe eksperymentalne metody, które umożliwiają pomiar i manipulację pojedynczych układów kwantowych” |
| 2013 |               | François Englert                | Université Libre de Bruxelles                                                           | „Za teoretyczne odkrycie mechanizmu, który pomaga nam zrozumieć pochodzenie masy cząstek subatomowych, co zostało niedawno potwierdzone dzięki odkryciu postulowanej cząstki elementarnej podczas eksperymentów ATLAS i CMS przeprowadzonych w Wielkim Zderzaczu Hadronów w CERN” |
| 2013 |               | Peter Higgs                     | Uniwersytet Edynburski                                                                  | „Za teoretyczne odkrycie mechanizmu, który pomaga nam zrozumieć pochodzenie masy cząstek subatomowych, co zostało niedawno potwierdzone dzięki odkryciu postulowanej cząstki elementarnej podczas eksperymentów ATLAS i CMS przeprowadzonych w Wielkim Zderzaczu Hadronów w CERN” |
| 2014 |               | Isamu Akasaki                   | Uniwersytet Meiji Nagoya University                                                     | „Za wynalezienie efektywnej niebieskiej diody elektroluminescencyjnej, która może być źródłem jasnego i energooszczędnego światła białego” |
| 2014 |               | Hiroshi Amano                   | Nagoya University                                                                       | „Za wynalezienie efektywnej niebieskiej diody elektroluminescencyjnej, która może być źródłem jasnego i energooszczędnego światła białego” |
| 2014 |               | Shūji Nakamura                  | Uniwersytet Kalifornijski w Santa Barbara                                               | „Za wynalezienie efektywnej niebieskiej diody elektroluminescencyjnej, która może być źródłem jasnego i energooszczędnego światła białego” |
| 2015 |               | Takaaki Kajita                  | Uniwersytet Tokijski                                                                    | „Za odkrycie oscylacji neutrin, co dowodzi, że mają one masę” |
| 2015 |               | Arthur B. McDonald              | Uniwersytet Królowej                                                                    | „Za odkrycie oscylacji neutrin, co dowodzi, że mają one masę” |
| 2016 |               | David J. Thouless               | University of Washington                                                                | „Za teoretyczne odkrycia w dziedzinie topologicznych przejść fazowych i topologicznych faz materii” |
| 2016 |               | Duncan Haldane                  | Uniwersytet Princeton                                                                   | „Za teoretyczne odkrycia w dziedzinie topologicznych przejść fazowych i topologicznych faz materii” |
| 2016 |               | John M. Kosterlitz              | Uniwersytet Browna                                                                      | „Za teoretyczne odkrycia w dziedzinie topologicznych przejść fazowych i topologicznych faz materii” |
| 2017 |               | Rainer Weiss                    | Instytut Techniczny Massachusetts                                                       | „Za decydujący wkład w detektor LIGO i zaobserwowanie fal grawitacyjnych” |
| 2017 |               | Barry Barish                    | Caltech                                                                                 | „Za decydujący wkład w detektor LIGO i zaobserwowanie fal grawitacyjnych” |
| 2017 |               | Kip Thorne                      | Caltech                                                                                 | „Za decydujący wkład w detektor LIGO i zaobserwowanie fal grawitacyjnych” |
| 2018 |               | Arthur Ashkin                   | Bell Labs                                                                               | „Za pęsety optyczne i ich zastosowanie w systemach biologicznych” |
| 2018 |               | Gérard Mourou                   | École polytechnique / Uniwersytet Michigan                                              | „Za metodę generowania bardzo intensywnych i ultrakrótkich pulsów optycznych” |
| 2018 |               | Donna Strickland                | Uniwersytet w Waterloo                                                                  | „Za metodę generowania bardzo intensywnych i ultrakrótkich pulsów optycznych” |
| 2019 |               | James Peebles                   | Uniwersytet Princeton                                                                   | „Za teoretyczne odkrycia w kosmologii fizycznej” |
| 2019 |               | Michel Mayor                    | Uniwersytet Genewski                                                                    | „Za odkrycie egzoplanety orbitującej wokół gwiazd typu słonecznego” |
| 2019 |               | Didier Queloz                   | Uniwersytet Genewski/Uniwersytet w Cambridge                                            | „Za odkrycie egzoplanety orbitującej wokół gwiazd typu słonecznego” |
| 2020 |               | Roger Penrose                   | Uniwersytet Oksfordzki                                                                  | „Za odkrycie, że tworzenie się czarnych dziur jest z pewnością przewidywane przez ogólną teorię względności” |
| 2020 |               | Andrea Ghez                     | Uniwersytet Kalifornijski                                                               | „Za odkrycie supermasywnego obiektu kompaktowego w centrum naszej galaktyki” |
| 2020 |               | Reinhard Genzel                 | Uniwersytet Kalifornijski/Instytut Fizyki Pozaziemskiej im. Maxa Plancka                | „Za odkrycie supermasywnego obiektu kompaktowego w centrum naszej galaktyki” |
| 2021 |               | Syukuro Manabe                  | Uniwersytet Princeton                                                                   | „Za fizyczne modelowanie klimatu Ziemi, ilościowe określanie zmienności i wiarygodne przewidywanie globalnego ocieplenia” |
| 2021 |               | Klaus Hasselmann                | Instytut Meteorologii im. Maxa Plancka                                                  | „Za fizyczne modelowanie klimatu Ziemi, ilościowe określanie zmienności i wiarygodne przewidywanie globalnego ocieplenia” |
| 2021 |               | Giorgio Parisi                  | Uniwersytet Rzymski „La Sapienza”                                                       | „Za odkrycie wzajemnego oddziaływania nieporządku i fluktuacji w układach fizycznych od skali atomowej do planetarnej” |
| 2022 |               | Alain Aspect                    | Université Paris-Saclay i École polytechnique                                           | „Za eksperymenty ze splątanymi fotonami, ustalenie naruszenia nierówności Bella i pionierską informatykę kwantową” |
| 2022 |               | John Clauser                    | J.F. Clauser and Associates                                                             | „Za eksperymenty ze splątanymi fotonami, ustalenie naruszenia nierówności Bella i pionierską informatykę kwantową” |
| 2022 |               | Anton Zeilinger                 | Uniwersytet Wiedeński                                                                   | „Za eksperymenty ze splątanymi fotonami, ustalenie naruszenia nierówności Bella i pionierską informatykę kwantową” |
| 2023 |               | Pierre Agostini                 | Uniwersytet Stanu Ohio                                                                  | „Za metody eksperymentalne generujące attosekundowe impulsy światła do badania dynamiki elektronów w materii” |
| 2023 |               | Ferenc Krausz                   | Max Planck Institute of Quantum Optics i Uniwersytet Ludwika i Maksymiliana w Monachium | „Za metody eksperymentalne generujące attosekundowe impulsy światła do badania dynamiki elektronów w materii” |
| 2023 |               | Anne L’Huillier                 | Lund University                                                                         | „Za metody eksperymentalne generujące attosekundowe impulsy światła do badania dynamiki elektronów w materii” |
| 2024 |               | Geoffrey Hinton                 | Uniwersytet w Toronto                                                                   | „Za fundamentalne odkrycia i wynalazki umożliwiające uczenie maszynowe przy użyciu sztucznych sieci neuronowych” |
| 2024 |               | John Hopfield                   | Uniwersytet Princeton                                                                   | „Za fundamentalne odkrycia i wynalazki umożliwiające uczenie maszynowe przy użyciu sztucznych sieci neuronowych” |
| Rok  | Wyróżniony    | Wyróżniony                      | Afiliacja                                                                               | Uzasadnienie |